# Ortolansparv
Ortolansparv (Emberiza hortulana) är en fågel i familjen fältsparvar.
Trivialnamnet och dess vetenskapliga namn ortolan och hortulana härstammar från latinets hortulus, vilket ungefär betyder "trädgårdsfågeln" från hortus, som betyder "trädgård". Fågeln minskar i antal, i Sverige så pass kraftigt att den nu anses vara akut hotad.

## Utseende, fältkännetecken och läte
Ortolansparven är en slank fältsparv, med ganska lång stjärt, ganska litet rundat huvud och en rätt lång och svagt krökt näbb. Den mäter 15-16,5 cm på längden och väger 17-28 gram. I alla dräkter har den en tydlig gulvit orbitalring, kraftigt mörkstreckad mantel på gråbrun botten, och gråbrun rygg och övergump. De breda tertialbrämen är rödbruna och bredare på mitten. 
Både honan och hanen har gult tydligt mustaschstreck och strupe. Juvenilen får denna gula ton först i juli/augusti. Den adulta hanens huvud, hals och bröst är askgrå med olivgrön anstrykning, buken brunröd och ryggen gråaktigt rödbrun med kraftiga svartaktiga streck. Adult hona och hane i första vinterdräkt är fint mörkstreckad på hjässan, strupsidan och bröstet (som är ljusare än hanens) och det olivgrå bröstbandet är smalt eller otydligt.
Under höstflytten uppträder den ofta i mindre flockar.
Sången liknar gulsparvens, men är mera avrundad, ren och djup. Den har en typiskt ringande ton och kan låta som ett eko. En strof kan skrivas sry-sry-sry-sry, dry dry dry. De ekande tonerna är ofta lägre.

## Utbredning
Ortonlansparven är en flyttfågel som förekommer som häckfågel i merparten av länderna i Europa och i västra Asien så långt österut som Mongoliet. Den häckar också i Mindre Asien och österut till Iran. Den övervintrar i tropiska Afrika och återvänder till sina häckningsområden från slutet av april till början av maj. Över stora delar av sitt utbredningsområde förekommer den mycket lokalt. Dess häckningsområde når så långt norrut som Skandinavien och norr om polcirkeln. I Europa förekommer den inte som häckfågel i Storbritannien och Danmark, men under flytten, som sker nattetid, passerar den regelbundet Danmark och södra Storbritannien. Arten har även sällsynt observerats på Island, Färöarna, Kanarieöarna, Seychellerna och i Indien.

### Förekomst i Sverige
I Sverige anländer ortolansparven under första hälften av maj. Den häckar lokalt, främst utmed Norrlandskusten, och söderut till Mälardalen. De skandinaviska fåglarna flyttar redan i augusti-september och övervintrar i västra Afrika söder om Sahara.

## Ekologi

### Biotop
Ortolansparven häckar dels på lägre nivåer i jordbruksbygd med hagmarker och buskar och på hyggen, men i södra Europa, Turkiet och Kaukasus även i bergstrakter på höjder över 1500 meter över havet.

### Häckning

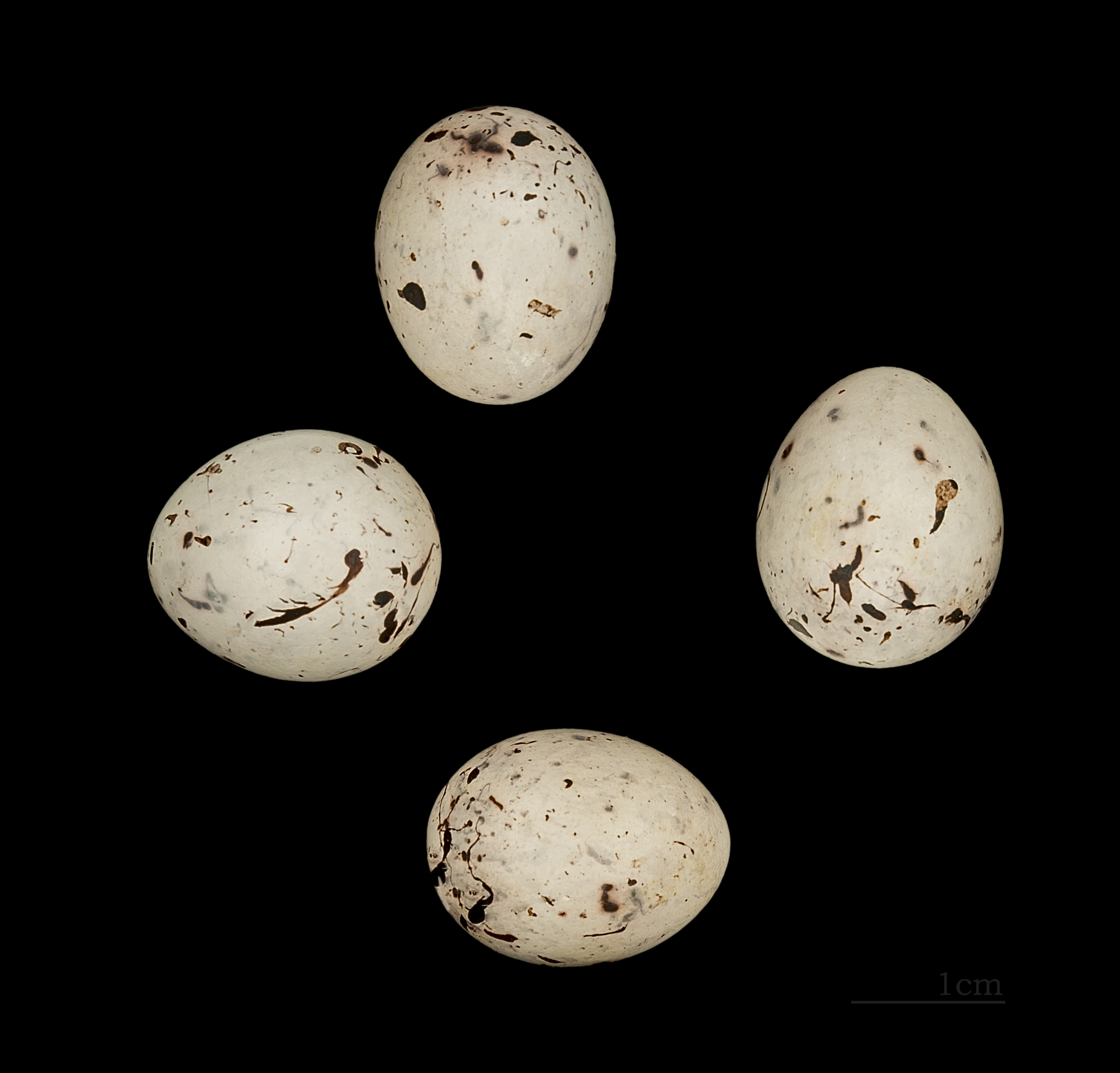
Ägg av ortolansparv ur Muséum de Toulouses samling. Ägg av ortolansparv är i hela EU, utan specialtillstånd, förbjudna att plocka, inneha, köpa eller sälja.

Hanarna anländer häckningsområdena i genomsnitt 5-6 dagar före honorna. I häckningsområdet finns det ofta flera sjungande hanar inom hörhåll från varandra. Honan bygger boet som placeras i en buske eller vid en dikesren. Boet består av torra strån och är ofta fodrat med rottrådar, hår och tagel. Kullen består av 4 till 6 ägg som är 20 millimeter stora, av varierande färg med mörkare fläckar. Äggen ruvas av honan i 11 till 14 dagar. Under tiden hjälper hanen till med matningen. Ungarna matas med insekter av båda föräldrarna och lämnar boet efter 10-12 dagar.

### Föda
Den födosöker mest på marken och lever främst av frön som den ofta söker på torra marker med kortvuxen vegetation. Under häckningsperioden tar den även skalbaggar och andra insekter.

## Ortolansparven och människan

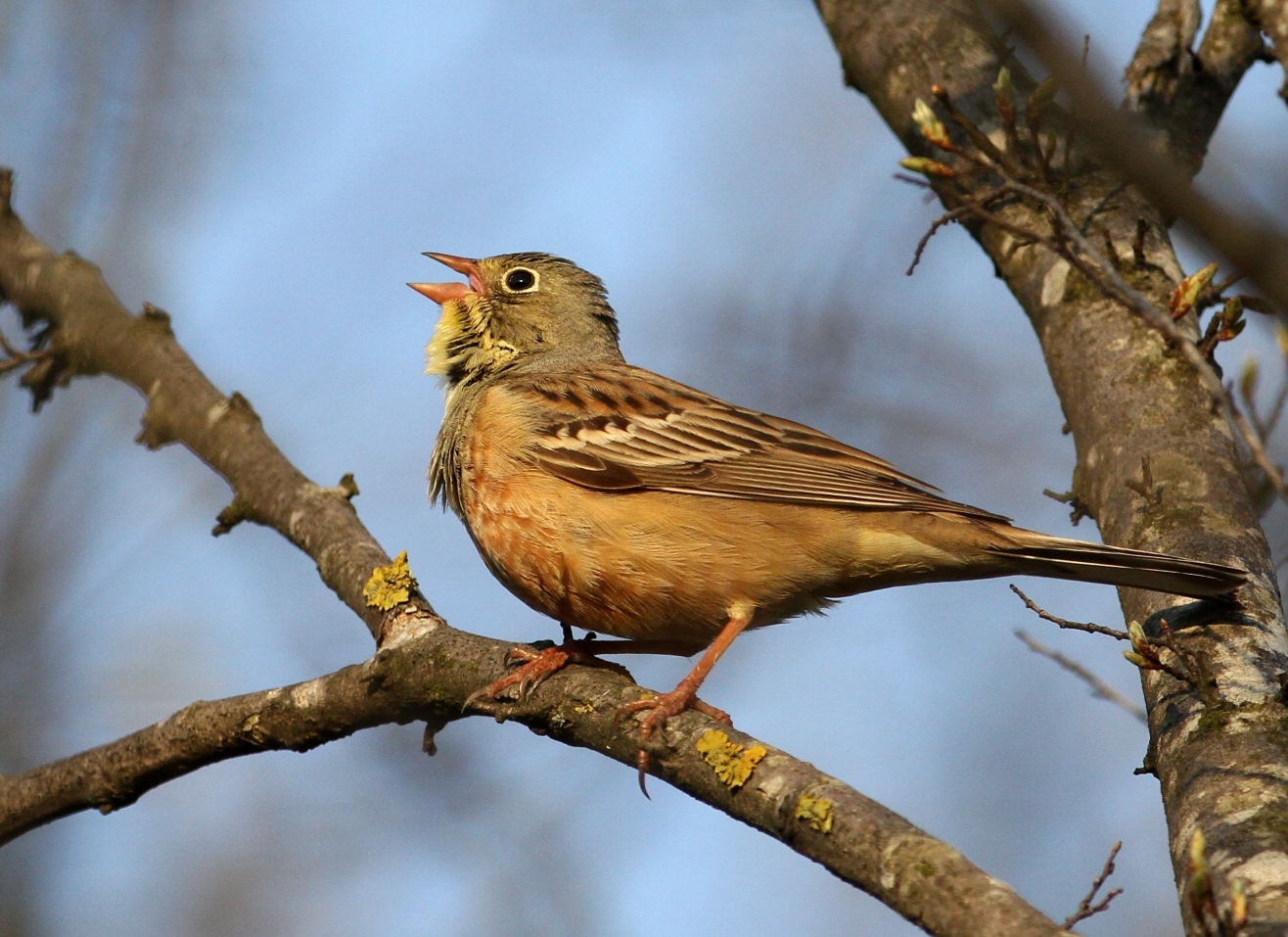
Sjungande hane.

### Status och hot
Arten har ett mycket stort globalt häckningsområde men minskar i antal i minst 19 europeiska länder. Trots detta anser IUCN att minskningen globalt inte är så pass allvarlig att den är hotad, utan kategoriserar arten som livskraftig (LC). Den är nationellt utdöd i Nederländerna och Belgien.
Ortolansparven har minskat i Europa under hela 1900-talet som ett resultat av den omfattande jakten som bedrivits under höstflyttningen i södra Europa. Trots att lagar tillkommit som förbjuder denna småfågeljakt i hela EU har jakten fortsatt på flera platser framför allt i sydvästra Frankrike. 
Frankrike förbjöd jakt på ortolansparv 1999, men lagen tillämpades dåligt. Enligt den franska grenen av Birdlife International (LPO) sjönk den franska populationen av ortolansparv med 30%, mellan 1997 och 2007.
2007 utlovade den franska regeringen att striktare tillämpa EU:s direktiv om ett jakt- och fångstförbud. Detta efter påtryckningar från både EU och franska LPO. Det högsta bötesbeloppet ligger på 6000 euro (drygt 61000 SEK). 
Det är i Europeiska unionen förbjudet att:
- medvetet döda eller fånga dessa fåglar oavsett metod
- medvetet förstöra, eller skada deras bon och ägg eller att föra bort bon
- plocka deras ägg i det vilda samt behålla dessa
- medvetet störa dessa fåglar i synnerhet under häcknings- och uppfödningsperioden, eftersom detta skulle ha en betydande negativ påverkan på fåglarna
- hålla ortolansparvar i fångenskap
- att sälja, transportera för att sälja, bevara för att sälja, samt erbjuda till att sälja levande eller döda fåglar eller deras igenkännbara delar.

Andra skäl till den negativa populationstrenden är habitatförstörelse som resultat av det moderniserade jordbruket och sviterna av 1950, 1960 och 1970-talets utsläpp av miljögifter som kvicksilver.

#### Status i Skandinavien
I Sverige har arten under lång tid haft en vidsträckt utbredning och häckat i alla landskap. Den har dock minskat kraftigt i antal under lång tid så att 2003 fanns endast 20 % kvar av populationen 1975. Ortolansparven har försvunnit helt från Skåne, Blekinge, Halland, Småland, Bohuslän, Västergötland och Dalsland. Den har även minskat kraftigt i Mälardalen, med 90–95 % 1980–2010. Artdatabanken har därför sedan en tid tillbaka upptagit den på rödlistan som hotad. Sedan 2020 anses den vara akut hotad efter uppgifter som visar att beståndet endast består av cirka 3 000 könsmogna individer, en minskning med 86 % de senaste tio åren.

### Inom gastronomin
Ortolansparven har i södra Europa, och främst inom det franska lantliga köket, ansetts som en delikatess och där traditionellt jagats i stor utsträckning under fågelns höstflyttning till Afrika. Traditionellt fångas fåglarna i nät och hålls sedan i täckta burar eller lådor, där de får äta upp sig på spannmål, vanligtvis hirs. Denna tradition finns beskriven sedan romartiden men idag är jakten förbjuden i hela EU.
Ett klassiskt recept beskriver hur fågeln avlivas genom att dränkas i Armagnac och sedan rostas för att ätas hel med benen först.
Enligt tradition har franska gourmander, medan de ätit fågeln, täckt både händer och ansikte med en stor servett eller handduk. Syftet är omdiskuterat. Vissa säger att det är för att uppleva smaken, några har hävdat att det är ett sätt att skydda sig mot Guds ögon, som annars skulle se den dekadenta och skamliga akten.  Andra menar att handduken bara finns där för att dölja att matgästen spottar ut benen. Det sägs att en präst som var vän till Jean Anthelme Brillat-Savarin var den första att börja använda handduk.

### I kulturen
I Colettes kortroman Gigi från 1944 lär faster Alicia ut huvudpersonen hur man äter ortolansparvar på rätt sätt. När den franske presidenten François Mitterrand intog sin sista måltid 1996 stod ortolansparv på menyn.